# No Woman Knows
No Woman Knows er en amerikansk stumfilm fra 1921 af Tod Browning.

## Medvirkende
- Max Davidson som Ferdinand Brandeis
- Snitz Edwards som Herr Bauer
- Grace Marvin som Molly Brandeis
- Bernice Radom  som Fanny Brandeis
- Danny Hoy som Aloysius
- E. Alyn Warren som Rabbi Thalman
- Raymond Lee som Theodore Brandeis
- Josef Swickard